# LSD
L'LSD (dietilamide dell'acido lisergico, acronimo del nome tedesco del composto, Lysergsäurediethylamid) è una sostanza psichedelica semisintetica appartenente alla classe delle triptamine ergoline, sintetizzata per la prima volta nel 1938 dal chimico svizzero Albert Hofmann presso i laboratori Sandoz. Derivata dall'acido lisergico, un composto presente nell'ergot (Claviceps purpurea), agisce principalmente come agonista parziale dei recettori serotoninergici, in particolare del sottotipo 5-HT₂A, modulando l'attività corticale e inducendo marcate alterazioni percettive, cognitive ed emotive.
L’LSD è attivo a dosaggi estremamente bassi (generalmente tra i 50 e i 200 microgrammi) e produce effetti psicoattivi che si manifestano dopo 30–90 minuti dall’assunzione, con una durata che può estendersi fino a 12 ore. Gli effetti comprendono amplificazione sensoriale ed emotiva che si possono manifestare sottoforma di allucinazioni visive e uditive, sinestesia, modificazioni dell’autopercezione e distorsioni spazio-temporali, accompagnati talvolta da reazioni ansiose o stati mistici (effetto enteogeno).
L’LSD è elencato nell’Allegato I della Convenzione delle Nazioni Unite del 1971 sulle sostanze psicotrope ed è considerato droga illecita in praticamente tutti i paesi che hanno aderito alla Convenzione, anche se, sempre più paesi ne hanno depenalizzato il possesso di modiche quantità. l’LSD è stato oggetto di interesse scientifico sia per lo studio dei meccanismi neurobiologici della coscienza, sia per il suo potenziale terapeutico in ambiti quali il trattamento della depressione resistente, del disturbo da stress post-traumatico (PTSD) e delle dipendenze, ambiti in cui è oggi oggetto di rinnovata ricerca clinica. Al 2024 risulta approvato un uso medico dell'LSD solo in Svizzera, nell'ambito delle terapie psico-oncologiche.

## Origine e storia
L’LSD (dietilammide dell’acido lisergico) fu sintetizzato per la prima volta il 16 novembre 1938 nei laboratori Sandoz di Basilea dal chimico svizzero Albert Hofmann, durante una serie di ricerche sugli alcaloidi della segale cornuta e della scilla marina nel tentativo di ricavarne sostanze utilizzabili come farmaci e tra i vari derivati che aveva sintetizzato, c’era la dietilammide-25 dell'acido lisergico, così chiamata perché proveniente dal campione numero 25.
L’acido lisergico, da cui l’LSD deriva, è presente nell’ergot, un fungo parassita della segale. L’ingestione di prodotti contaminati da ergot (segale cornuta) può provocare ergotismo o “febbre del pellegrino”, una sindrome caratterizzata da allucinazioni, febbre e forti dolori agli arti.
La svolta avvenne solo cinque anni dopo, quando Hofmann, spinto da una "peculiare sensazione" riguardo al potenziale della molecola, decise di risintetizzarla. Il 16 aprile 1943, durante il processo, entrò accidentalmente in contatto con una piccola quantità di LSD. Fu la prima esperienza umana con la sostanza, che gli provocò forti giramenti di testa e visioni caleidoscopiche.
Questa esperienza lo condusse ad ipotizzarne un potenziale psicotropo e perciò, tre giorni dopo, decise di assumerne volontariamente una dose di 250 µg (microgrammi) in modo da testarne più chiaramente gli effetti. Per errore riteneva questa dose la minima efficace, mentre in realtà si tratta di un dosaggio medio-alto, sbagliando la stima di circa un ordine di grandezza. Quel giorno fu chiamato "il giorno della bicicletta" perché dopo aver assunto la sostanza si diresse verso casa proprio in bicicletta, cominciando a sperimentare una crescente alterazione di coscienza che poi, raggiunto il divano di casa dopo momenti di terrore, divennero "visioni meravigliose, piacevoli e persistenti, giochi di forme e colori caleidoscopici, immagini fantastiche che mi comparivano davanti agli occhi chiusi alternandosi, variando, trasformandosi in cerchi e spirali, esplodendo in fontane colorate, riarrangiandosi e ibridandosi in un flusso costante…”.
Lo scienziato riportò tali osservazioni ai colleghi della compagnia che a breve ne ipotizzarono ampi utilizzi in ambito psichiatrico tant'è che venne istituito un gruppo di ricerca volto a testare gli effetti sui mammiferi con diversi dosaggi, riscontrando un buon profilo di sicurezza e pochi effetti collaterali. L’azienda iniziò così a distribuire gratuitamente LSD a università e istituti di ricerca per scopi scientifici fino al 1966.
Nel 1947, la Sandoz (ora Novartis) lo mise in commercio come farmaco con il nome di Delysid, in confezioni da compresse da 25 µg (una dose molto bassa) e fiale da 100 µg, in qualità di "farmaco per psicoterapia analitica", suggerendo inoltre agli psichiatri di autosomministrarselo, in modo da "poter capire meglio i propri casi clinici". Nello stesso anno, lo psichiatra svizzero Werner Stoll pubblicò il primo studio sull’impiego dell’LSD nella cura della schizofrenia. Nel 1949, il farmaco arrivò negli Stati Uniti grazie al dottor Max Rinkel, che avviò una serie di studi a Boston, mentre Nick Bercel fece lo stesso a Los Angeles. Il primo articolo americano sull’LSD fu pubblicato nel 1950 sull'American Psychiatric Journal. Tra il 1950 e il 1960 furono pubblicati numerosi studi e report che esploravano l’uso dell’LSD in psichiatria, nel trattamento di depressione, alcolismo, autismo e schizofrenia, mostrando spesso risultati positivi.
Nel frattempo i servizi segreti di vari paesi cominciarono a sperimentarne le potenzialità. Nel 1951, anche la CIA iniziò a interessarsi all’LSD come possibile strumento per il controllo mentale e di ingegneria sociale, conducendo ricerche segrete nell’ambito del progetto MKULTRA, che però si conclusero senza risultati applicabili in ambito militare. 
Durante gli anni '50 l'LSD cominciò a diventare popolare in alcuni circoli intellettuail. Tra 1955 e 1959, personalità come Aldous Huxley, Allen Ginsberg e Timothy Leary, uno dei maggiori psicologi americani dell'epoca, iniziarono a esplorare l'LSD al di fuori dell'ambito medico convinti che potesse avere altre applicazioni oltre a quelle cliniche, rappresentando cioè un mezzo di crescita ed esplorazione spirituale per via delle sue proprietà enteogene. Tuttavia, accusati di non essere guidati da uno spirito propriamente scientifico, vennero allontanati dalla comunità accademica. Le loro indagini furono però utili a capire le sfumature dell'esperienza pischedelica. In particolare, Huxley, pur riconoscendo il potenziale spirituale e terapeutico della sostanza, ne sconsigliò l’uso a scopo ricreativo, ritenendola troppo complessa e profonda per essere assunta senza un’adeguata preparazione o guida. Secondo lui, l’LSD doveva essere utilizzato con consapevolezza, preferibilmente in un contesto strutturato e sotto supervisione esperta, per evitare esperienze potenzialmente destabilizzanti. Nel 1961 Leary ipotizzò che l'esperienza fosse profondamente influenzata dal Set, termine con cui definiva l’insieme dei fattori psicologici della persona (come lo stato emotivo e psicologico, la personalità, le aspettative e le intenzioni della persona) ed il Setting, con cui definiva l’ambiente dove viene fatta l'esperienza inteso come luogo sia fisico che sociale (dove e con chi viene vissuta l'esperienza psichedelica possono influenzarne profondamente gli effetti).
Nei primi anni ‘60, l’LSD cominciò a diffondersi anche al di fuori dei contesti clinici, diventando parte integrante della cultura beat e hippie. Il Congresso americano ne limitò quindi l’uso al solo ambito di ricerca scientifica e terapia. Nel 1963, Leary e Richard Alpert vennero licenziati da Harvard per i loro esperimenti non convenzionali con LSD. Nel 1966, Leary fondò la Lega dello Sviluppo Spirituale, usando l’LSD come "sacramento". Sempre nel 1966, di fronte alla crescente popolarità dell’uso ricreativo, la Sandoz ritirò ufficialmente l’LSD dal mercato per motivi di immagine. Nel 1967, l’LSD fu bandito negli Stati Uniti per ogni uso, scientifico o personale, e in breve tempo la proibizione si estese a gran parte del mondo. Nonostante ciò, la sua diffusione continuò clandestinamente, diventando simbolo del movimento hippie.
Nel 1970, la DEA stimò che circa 2 milioni di americani avessero già sperimentato l’LSD. Le forme iniziali (gocce o zuccherini) vennero sostituite da formati clandestini come blotter (francobolli) e gelatine (windowpane). Nel 1979, Hofmann pubblicò il libro “LSD: Il mio bambino difficile”, riflettendo sulla scoperta e le controversie sorte attorno alla sostanza.
Dopo un lungo periodo di proibizione, solo nei primi anni 2000 si tornò a parlare dell’LSD in ambito scientifico. Nel 2006, in occasione del centenario di Hofmann, si tenne a Basilea un congresso internazionale dedicato all’LSD, ripetuto nel 2008, poco prima della morte dello studioso all’età di 102 anni.
Nel gennaio 2009, in Svizzera, viene avviata una sperimentazione dell'LSD su persone gravemente malate di cancro. "Contro il panico e l'angoscia del confronto con la morte", spiega Rosanna Cerbo, neurologa e terapista del dolore dell'università "La Sapienza" di Roma. Uno studio dell'Università dell'Alabama pubblicato nel 2015 sul Journal of psychopharmacology ha mostrato come gli utilizzatori di LSD e altri psichedelici sarebbero meno propensi alla depressione e al suicidio. Nel 2017 la Norvegia è il primo paese a depenalizzare specificamente l'LSD valutandolo "a scarso potenziale tossico ed elevato potenziale terapeutico".
Negli ultimi anni, soprattutto nella Silicon Valley, è emerso l’uso sperimentale di microdosi di LSD (10–20 µg), assunte regolarmente in quantità sub-percettive per migliorare creatività, concentrazione, problem solving e benessere generale. Tuttavia, mancano ancora studi clinici rigorosi che confermino questi effetti in modo sistematico.
Oggi, con il supporto delle neuroscienze moderne, la ricerca sull’LSD è stata riaperta, evidenziando nuovamente i potenziali terapeutici della sostanza in ambito psichiatrico e promuovendo una comprensione più profonda dei meccanismi neurobiologici alla base delle esperienze psichedeliche.

### Consumo
L'LSD è prodotto sotto forma di cristalli e mischiato con eccipienti o diluito. Spesso è venduto in piccole tavolette, su cubetti di zucchero, in cubetti di gelatina o, più comunemente, in pezzi di cartoncino (di solito coperti da disegni colorati e spesso perforati in quadratini per indicare le singole dosi e chiamati blotter) sui quali è stato versato un quantitativo minimo della sostanza in forma liquida. Si stima che più di 200 tipi di tavolette di LSD di diverso tipo siano state commercializzate dagli anni '60 in poi. È noto in gergo come acido, trip, cartone.
L'LSD è, in rapporto al peso, uno degli stupefacenti più potenti tra quelli conosciuti. Test farmacologici (come il receptor binding assay) hanno determinato che una mole di LSD è cento volte più potente di una mole di psilocibina o di psilocina e circa 4 000 volte più potente di una mole di mescalina. Le dosi sono quindi misurate in microgrammi (milionesimi di grammo), mentre la maggior parte delle altre droghe è normalmente misurata in milligrammi. La dose minima capace di produrre un effetto psichedelico negli esseri umani è stimata in circa 20 µg. Negli anni '90 le dosi sequestrate dalle forze di polizia si aggiravano tra i 20 e gli 80 µg; negli anni '60 le dosi erano molto più alte (≥300 µg).

## Chimica
L'LSD è un derivato dell'ergina. È un derivato dietilammidico semisintetico, ottenuto casualmente nell'ambito delle numerose modifiche strutturali effettuate sull'acido lisergico, a sua volta ottenuto dal sale tartrato dell'ergotamina. L'ergotamina è un alcaloide dell'ergot ed è una sostanza derivata dal fungo Claviceps purpurea, parassita della segale e del frumento. Una piccola quantità di ergotamina è sufficiente a produrre LSD in grandi quantità: in condizioni ideali, infatti, da 25 chilogrammi di tartrato di ergotamina si possono ricavare 5-6 chilogrammi di LSD puro (una dose equivale a circa 50 µg).
La sintesi dell'LSD è un processo lungo e pericoloso che richiede un laboratorio relativamente evoluto e costoso. Ci vogliono da 2 a 3 giorni per produrre 30-100 grammi di composto puro, e alcune reazioni necessarie alla sintesi possono causare esplosioni se non sono condotte con attenzione da un chimico esperto. Per questo motivo normalmente l'LSD non è prodotto in grandi quantità, ma poco per volta; questa procedura ha anche il vantaggio di minimizzare la perdita dei precursori nel caso di un errore durante la sintesi.

## Farmacologia

### Meccanismo d'azione

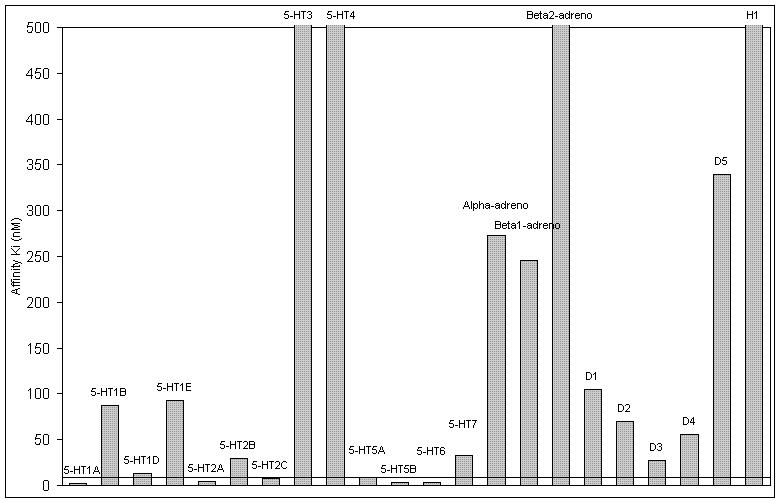
Affinità dell'LSD per i vari recettori. Sono riportati i valori della Ki (costante di dissociazione) per cui un valore minore indica una maggiore affinità.

L'LSD agisce sia sul sistema nervoso centrale sia su quello periferico. Una volta assorbita, la sostanza entra in circolo nel flusso sanguigno, raggiungendo quindi il cervello. Superata la barriera emato-encefalica incomincia l'interazione con i recettori.
L'LSD agisce su un ampio numero di recettori per i neurotrasmettitori, in particolare sui recettori post sinaptici per la serotonina (con l'eccezione del sottotipo 5-HT3 e 5-HT4), per la dopamina, per il glutammato e gli adrenorecettori. La maggior parte degli psichedelici serotoninergici deve la sua azione essenzialmente alla sola attivazione del recettore 5-HT2A della serotonina (o probabilmente dei suoi eteromeri): l'azione del LSD sugli altri recettori, in particolare i D2 della dopamina, lo rendono sotto questo punto di vista uno psichedelico atipico e ciò rende conto dei suoi caratteristici effetti psicoattivi. La maggior parte di questi recettori viene tuttavia attivata in maniera non significativa.
Gli effetti psichedelici del LSD si ritiene siano mediati essenzialmente dall'attivazione dei recettori eteromeri 5-HT2A-mGluR2 e 5-HT2C (su cui agisce da agonista parziale) che attivano la trasduzione del segnale intracellulare attraverso gli enzimi fosfolipasi A2, al contrario di quanto farebbe la serotonina che legandosi agli stessi recettori va ad attivare la via delle fosfolipasi C. Un agonista parziale imita in parte l’azione di un agonista totale (favorendo la formazione dell’impulso) e in parte quella di un antagonista (che impedisce al recettore di legarsi ad altre molecole). Per poter operare al meglio a livello dei recettori 5-HT2A, l'LSD interagisce anche con un altro recettore, il 5-HT1A, posto sul neurone pre-sinaptico. L'interazione tra LSD e 5-HT1A provoca un’inibizione pre-sinaptica del rilascio di serotonina. Questa ridotta presenza di serotonina nella fessura sinaptica riduce la competizione sui recettori 5-HT2A, garantendo all'LSD tutto lo spazio recettoriale e, quindi, una maggior efficacia.
I neuroni serotoninergici presenti a livello del tronco cerebrale sono proiettati ai neuroni glutammatergici degli strati profondi della corteccia prefrontale e ai neuroni piramidali dello strato V della corteccia. I primi sono dotati di recettori 5-HT2A che, in seguito all'attivazione da parte dell'LSD, provocano un aumento del rilascio di glutammato (considerato il principale responsabile degli effetti allucinogeni) a livello dei neuroni dello strato V. Questi ultimi sono dotati anch'essi di recettori 5-HT2A (che interagiscono con l'LSD) oltre che di recettori NMDA e AMPA (che risentono dell'aumentato livello di glutammato). L'attivazione simultanea dei recettori 5-HT2A (da parte dell'LSD) e dei recettori NMDA e AMPA (da parte del glutammato) provoca un incremento del livello di BDNF, neurotrofina chiave nella gestione e nella stabilizzazione dell'umore. L'incremento di BDNF è alla base dell'effetto antidepressivo dell'LSD.
Nel 2017 è stata delucidata la struttura del legame dell'LSD al recettore della serotonina 5-HT2B (ma si ritiene che conclusioni simili possano essere tratte anche per il legame della sostanza al recettore 5-HT2A) contribuendo a delucidare i motivi della sua lunga durata d'azione a bassissimi dosaggi: pare infatti che il residuo di leucina 209 del recettore formi una specie di "braccio" che incastra la molecola nel recettore, rallentandone notevolmente la cinetica di dissociazione.
Come altre sostanze stupefacenti, l'LSD si è dimostrata in grado di attivare le pathway metaboliche del DARPP-32. Inoltre si è dimostrata in grado di incrementare il signalling dei complessi recettoriali D2–5-HT2A che può contribuire ai suoi effetti pro-psicotici..
I meccanismi con cui l'LSD promuove una riorganizzazione dell'attività funzionale e della connettività del cervello sono ancora parzialmente sconosciuti. Studi di neuroimaging utilizzando la fMRI hanno recentemente suggerito che l'LSD induce modifiche nell'architettura funzionale corticale. Queste modifiche coincidono topograficamente con la distribuzione dei recettori serotoninergici. In particolare, è stata osservata un incremento della connettività e dell'attività nelle regioni che presentano un'alta espressione del recettore 5-HT2A, mentre è stata riscontrata una diminuzione dell'attività e della connettività nelle aree corticali ricche di recettori 5-HT1A. Dati sperimentali suggeriscono che le strutture sottocorticali, ed in particolare il talamo, svolgono un ruolo sinergico con la corteccia cerebrale nella mediazione dell'esperienza psichedelica. LDS, attraverso il legame con i recettori 5-HT2A corticali potrebbe incrementare la neurotrasmissione eccitatoria lungo le proiezioni fronto-striatale e quindi, ridurre il filtraggio talamico di stimoli sensoriali verso la corteccia. Questo fenomeno sembra coinvolgere selettivamente i nuclei ventrali, intralaminari e pulvinar.

### Farmacocinetica
La farmacocinetica dell'LSD è influenzata da dose, età e modalità di assunzione. Tipicamente gli effetti permangono per 6-12 ore. La cinetica del composto non era stata chiaramente delucidata fino al 2015, quando uno studio svolto su 16 soggetti a cui sono stati somministrati 200 µg, ha determinato che il picco plasmatico viene raggiunto in circa 1,5 ore (con una variabilità individuale che va da 0,5 ore) a cui segue una diminuzione delle concentrazioni secondo una cinetica del primo ordine. Solo l'1% della dose iniziale è escreta con le urine mentre la maggior parte è escreta come 2-osso-3-idrossi-LSD (O-H-LSD) nel corso delle 24 ore. Questo metabolita è formato per azione epatica degli enzimi P450 ma la precisa strada metabolica non è ancora stata determinata così come la sua eventuale azione farmacologica. La biodisponibilità sembra essere del 71% e non sono state identificate significative differenze di genere nella farmacocinetica della sostanza.

## Usi terapeutici
L'LSD è stato ampiamente utilizzato negli anni '50 e '60 come coadiuvante per la psicoterapia; il suo utilizzo è però cessato con la messa al bando della sostanza. Da quel momento la possibilità per i ricercatori di ottenere i permessi necessari alla ricerca è diventata estremamente difficile e onerosa. Solo recentemente ne è ricominciato lo studio sistematico nel trattamento di diverse patologie psichiatriche, in particolare ansia e depressione specie nel contesto di patologie inguaribili o invalidanti, disturbi ossessivi, dolore cronico. Parte degli studi condotti negli ultimi anni sono stati promossi dalla "Multidisciplinary Association For Psychedelic Studies", associazione che sostiene, finanzia, diffonde informazioni scientificamente provate sull'uso terapeutico di sostanze psichedeliche come l'LSD e la psilocibina, o entactogene come l'MDMA.
La prima ricerca sistematica sull'LSD fu condotta presso la clinica psichiatrica dell’Università di Zurigo dallo studioso Stoll che somministrò ad individui sani e schizofrenici dosi minime (tra 0,02 e 0,13 µg) di acido lisergico. La ricerca evidenziò l’emergere di stati mentali marcatamente euforici; in una pubblicazione del 1947 ipotizzò la possibilità di utilizzare questa potente sostanza psicoattiva come strumento di ricerca psichiatrica (Stoll, 1947).
Hofmann a tal proposito scrisse che "Qualora la psicoanalisi cercasse di rintracciare eventi traumatici nella vita del paziente, questi potrebbero diventare accessibili al trattamento terapeutico" con LSD. "Mentre gli ansiolitici tendono a coprire i problemi e i conflitti del paziente, riducendone la gravità e l'importanza, l'LSD, al contrario, li fa vivere in maniera più intensa" (Hofmann, 1979).
Negli anni '50 è stato sperimentato come coadiuvante al lavoro psicologico nella cura dell'alcolismo, mostrando una percentuale di successo del 50% circa nei casi documentati con un effetto che durava diversi mesi dopo la somministrazione di una singola dose. Tuttavia dopo un anno la percentuale di successo era comparabile a quella dei classici protocolli utilizzati al tempo e che prevedevano un trattamento cronico.
L'LSD, così come i funghi psilocibinici che contengono principi attivi dal simile meccanismo farmacologico come psilocibina, ha dimostrato un buon potenziale nella cura della cefalea a grappolo, risultato confermato anche in una ricerca effettuata nel 2011 da un team della facoltà di medicina di Harvard.
Dal 2008 è in corso una sperimentazione in Svizzera riguardo all'uso di LSD per alleviare, con esperienze spirituali indotte, l'ansia da fine vita dei malati terminali. Nel 2013 è stato pubblicato il primo report clinico sulla sperimentazione, secondo cui avrebbe dato risultati molto positivi, anche a seguito di una sola somministrazione. I risultati mostrano una diminuzione dei livelli di ansia e paura di morire, lo studioso Gasser ha riportato che nei pazienti trattati "I rimpianti, le emozioni dolorose di quest'ultima fase della vita sono svanite".
Nel 2014 all'Imperial College di Londra è stato avviato uno studio del potenziale terapeutico dell'LSD contro la depressione e le dipendenze su volontari umani, sotto la direzione dello studioso Robin Carhart-Harris.
Uno studio del 2015 pubblicato su Language, Cognition and Neuroscience ha dimostrato che l'LSD può produrre una risemantizzazione dei concetti, con effetti positivi sulla creatività e un potenziale d'uso per il superamento della depressione cronica.
Sempre più consistenti nei risultati e nel numero sono gli studi che dimostrano gli effetti terapeutici dell'uso rigoroso e in setting psicoterapeutico controllato di sostanze psichedeliche come l'LSD anche in soggetti sani. In un piccolo studio della durata di 12 mesi pubblicato nel 2014 da Gasser (assieme ad altri autori) si sono studiati gli effetti di una singola dose di LSD, rilevando effetti benefici duraturi sui livelli di ansia e qualità di vita percepita dei soggetti, confermando come la somministrazione in setting controllato sia sicura. Tali risultati sono stati poi confermati in uno studio simile pubblicato nel 2017, in cui si conclude che la somministrazione di una dose di 200 μg di LSD in setting controllato è in grado di generare effetti positivi duraturi nella maggior parte dei soggetti, anche dopo 12 mesi dall'esperienza, e misurati come una attitudine maggiormente positiva, maggiore socievolezza e apertura sociale, maggior senso di benessere, senza però indurre cambiamenti nella personalità dei soggetti.
Un possibile meccanismo alla base della sua azione terapeutica potrebbe risiedere nelle sue spiccate capacità neurotrofiche, in grado di rigenerare le connessioni nervose la cui alterazione è stata messa al centro di alcuni disturbi neuropsichiatrici. Altri suoi effetti potrebbero essere dovuti alla capacità di resettare l’attività elettrica alterata in alcune aree cerebrali, fatto già dimostrato per alcuni composti dalla simile attività farmacologica come la psilocina

## Effetti indotti e collaterali
L'LSD viene assunto di norma per via orale (spesso sotto forma di cartoncini imbevuti di una soluzione della sostanza) o molto più raramente per traspirazione attraverso la pelle; in realtà anche quand'è assunto oralmente, la maggior parte della sostanza viene assorbita dalla lingua piuttosto che dallo stomaco. 
La sostanza agisce sul sistema nervoso centrale e periferico. A detta di studiosi come lo stesso Hofmann, o come Timothy Leary, gli effetti dipendono dal dosaggio, ma anche dal set (lo stato d'animo del soggetto che lo assume) e dal setting (l'ambiente in cui si trova il soggetto). Di norma, i primi effetti della sostanza si notano entro 30-60 minuti dall'assunzione. Le esperienze con l'LSD vengono definite in gergo trip (che in inglese significa "viaggio") in particolare, quelle che causano forti reazioni avverse sono chiamate bad trip. La durata media di un trip si aggira intorno alle 6-10 ore; in alcuni casi delle distorsioni lievi della senso-percezione, chiamate in gergo traces, scompaiono soltanto dopo il sonno.

### Clinici
Dal punto di vista clinico LSD può indurre: perdita di consapevolezza e lucidità psicofisiche, contrazioni uterine, aumento della temperatura corporea, elevati livelli di zucchero nel sangue, secchezza della bocca, accapponamento della pelle, diverse sensazioni della temperatura corporea (caldo e freddo), aumento del ritmo cardiaco, contrazione della mandibola, forte sudorazione, dilatazione delle pupille, produzione di muco, alterazioni del sonno. Crampi e tensione dei muscoli sono abbastanza frequenti, ma piuttosto che essere effetti diretti dell'LSD nel sistema circolatorio del sangue, questi sono il risultato delle posizioni assunte dai consumatori che sperimentano oscillazioni nella loro consapevolezza durante il passare del tempo e degli effetti fisici.
Per il suo bassissimo livello di tossicità e per l'assenza di dipendenza fisica nella classifica di pericolosità delle varie droghe stilata dalla rivista medica Lancet, l'LSD occupa il diciottesimo posto.
L'LSD venne studiato in passato come antidolorifico per dolori cronici causati da tumori o grandi traumi. A bassi dosaggi, fu riscontrato che agiva come i sedativi tradizionali sebbene con una durata maggiore (la riduzione del dolore dura circa una settimana dopo che gli effetti massimi sono calati). Negli anni '60 fu sperimentato con successo in psicoterapia e nella cura delle dipendenze, ma quando fu reso illegale gli studi si interruppero e furono ripresi solo nel 2014.

### Psicologici
Gli effetti a livello psicologico variano molto in base alla dose, alla sensibilità individuale e al setting (luogo e stato psicologico al momento della somministrazione). Consistono principalmente in alterazione della coscienza, euforia, perdita di consapevolezza e lucidità, riduzione dei riflessi psicofisici, alterazioni nella memoria a breve e lungo termine, sensazione di intensa beatitudine, emozioni amplificate (tuttavia non alterate), aumento dell'apprezzamento musicale; a dose media provoca allucinazioni geometriche e frattali, amplificazioni sensoriali, distorsione della consapevolezza del tempo, dello spazio e del sé (Leary parlava di ego loss, perdita dell'io) ma contemporaneo senso di unione con l'ambiente circostante, percezione intensificata di suoni, colori, odori e sapori; in alcuni casi è riportata sinestesia. Queste sensazioni possono, in alcuni casi, causare ansia a causa del loro fortissimo impatto emotivo e rivelatorio.
Consumatori ed esperti concordano sul fatto che, essendo l'LSD un amplificatore delle percezioni interiori ed esteriori, il setting è decisivo nella definizione degli effetti: sensazioni e contesti piacevoli saranno amplificati così come sarà amplificato il peso di eventuali sensazioni e contesti spiacevoli.
Per quanto in passato si ritenesse che l'LSD potesse "slatentizzare" disturbi mentali preesistenti, secondo alcuni recenti studi l'uso di LSD non costituirebbe un fattore di rischio indipendente per la salute mentale; tuttavia altri studi indicano che in soggetti predisposti o con patologie mentali latenti l'assunzione della sostanza possa predisporre allo sviluppo di patologie psichiatriche come psicosi persistenti e disturbi allucinatori persistenti. 
Il cosiddetto bad trip, invece, pur generando ricordi che possono essere successivamente difficili da integrare, è di carattere momentaneo, poiché deriva da una sensazione negativa, interiore (legata al "set" – può capitare di realizzare aspetti della propria vita che possono non piacere) o causata da eventi esterni (legata al "setting") che viene amplificata dallo psichedelico, rendendola dunque difficile da gestire. In tali casi gli operatori sociali consigliano il dialogo e il posizionamento del soggetto in un ambiente tranquillo e rilassato; in casi molto intensi la somministrazione di clorpromazina o benzodiazepine può attenuare le sensazioni negative.
Uno studio del 2016 pubblicato su Language, Cognition and Neuroscience ha dimostrato come l'LSD amplifica effettivamente i processi creativi stimolando le associazioni semantiche tra concetti.

### Dipendenza
L'LSD non produce dipendenza fisica né comportamenti compulsivi indirizzati alla sua ricerca, e ha anzi dimostrato di avere un potenziale nella cura delle dipendenze da tabacco, droghe pesanti e alcol. Inoltre, data l'intensità e la peculiarità di questo tipo d'esperienza e il suo significativo impatto psicologico e spirituale, chi prova le sostanze psichedeliche tende a ripetere l'esperienza solo occasionalmente e a distanza di tempo.
La tolleranza verso la sostanza cresce in ogni caso molto rapidamente, di modo che per percepire gli effetti sarebbe necessario aumentare la quantità: già il giorno successivo dall'assunzione si renderebbero necessarie dosi il doppio del quantitativo iniziale per raggiungere lo stesso grado di intensità. Ulteriori utilizzi porterebbero a necessità di dosi anche 20-30 volte superiori a quelle normali e senza la pienezza degli effetti, da qui l'inusualità di uso frequente da parte dei consumatori e l'improbabilità di sviluppare un uso frequente. La tolleranza diminuisce dopo pochi giorni di astinenza. Sostanze che agiscono sullo stesso sistema recettoriale (come ad esempio psilocina e psilocibina) possono indurre tolleranza verso gli effetti dell'LSD (cross-tolleranza).

### Danni a breve e lungo termine

Studio pubblicato nel 2010 sulla rivista medica The Lancet che compara i danni delle sostanze psicoattive "Drug harms in the UK: a multicriteria decision analysis."

Se il set e il setting dell'esperienza non sono ideali, l'LSD può innescare, specie ad alti dosaggi o in soggetti predisposti, attacchi di panico e senso di estrema ansia comunemente definiti bad trip, ovvero "brutto viaggio". Queste intense esperienze emotive possono causare, al pari di esperienze traumatiche o emotivamente forti, dei sintomi psicologici anche nel lungo termine e che possono generare in alcuni soggetti dei fenomeni di "flashback" (improvviso e momentaneo rivivere delle esperienze psichedeliche). In alcuni soggetti, specie se hanno fatto uso prolungato e ad alte dosi di psichedelici, questi fenomeni possono cronicizzare e possono associarsi a disordini caratteristici della percezione come disturbi della visione (spesso descritti come una scia lasciata dagli oggetti spostando lo sguardo, o una sorta di neve nel campo visivo) dando luogo a un disordine psichiatrico specifico chiamato disturbo persistente della percezione da allucinogeno (HPPD).
La capacità dell'LSD di innescare patologie psichiatriche latenti (in particolare la schizofrenia) è stata oggetto di discussione: uno studio del 1971 (di Malleson et al.) non ha riscontrato casi di psicosi tra persone che non fossero predisposte, tuttavia la presenza pregressa di disturbi psichiatrici può favorire i bad trip da LSD e l'insorgenza di psicosi; secondo uno studio effettuato nel 2013 dell'Università di Trondheim su un campione di 130.000 persone (il più ampio in merito), gli psichedelici non costituiscono un fattore indipendente di rischio per la salute mentale. Uno studio del 2021 dell'Università di Stoccolma ha confermato tali risultati, dimostrando un'assenza di correlazione tra uso di LSD o altri psichedelici e schizotipia nei soggetti sani.
Non è chiaro se tali risultati, che andranno replicati in studi più ampi, possano essere applicati anche agli utilizzatori più giovani, nei quali la sostanza potrebbe effettivamente determinare alterazioni nella funzionalità cerebrale.
In una lettera pubblicata sulla rivista Lancet Psychiatry del 2015 si definiscono gli allucinogeni "non più dannosi dell'andare in bicicletta", specie in confronto ad altre sostanze legali come alcol o tabacco.
Non esistono casi di morte documentati per azione tossica diretta a seguito dell'assunzione di LSD (si ipotizza che la dose necessaria per provocare danni fisici sia di circa 704 dosi medie) mentre sono riportati diversi casi di gravi complicazioni, coma, ipertermia a seguito dell'assunzione di dosi molto alte (anche nell'ordine delle centinaia o migliaia di dosi) del composto.. Sono invece riportati alcuni casi di incidenti, cadute e comportamenti autolesionistici dovuti alle alterazioni sensoriali e nella capacità di giudizio indotti dall'uso della sostanza, specie se in combinazione con alcol (tipiche sono ad esempio le cadute da balcone).
Nella classifica di pericolosità delle varie droghe stilata dalla rivista medica Lancet (classifica che considera il pericolo integrale di una sostanza, cioè la media ragionata tra il pericolo complessivo creato per sé e per gli altri quando la si assume, l'eventuale rischio di dipendenza, e i danni fisici o psicologici), l'LSD occupa il terzultimo posto.

## Cultura
L'LSD fu negli anni sessanta una delle bandiere del movimento hippie. Molti artisti e intellettuali, oltre ai già menzionati Hofmann, Leary e Alpert, sono noti per aver sperimentato l'LSD e averlo citato tra le proprie influenze.
- scrittori: Aldous Huxley[88], Philip Dick[89], James Graham Ballard[90], William Seward Burroughs[91], William Gibson, Allen Ginsberg[91], Ken Kesey[92], Hunter S. Thompson[93], Timothy Leary, Ernst Jünger[94][95], Anaïs Nin[96][97], Elsa Morante[98], Alan Moore[99], David Foster Wallace, Norman Mailer[100], Thomas Pynchon[101], Frank Herbert[102], Mircea Cărtărescu, Henri Michaux[103].
- cantanti e musicisti: Ray Charles[104], i Blue Cheer, Janis Joplin[105], Jim Morrison, gli Iron Butterfly, gli Hawkwind, i Beatles, Pete Townshend, Red Hot Chili Peppers, Bob Dylan, Donovan Leitch, Syd Barrett, Kurt Cobain, Eric Clapton, John Coltrane, Jimi Hendrix[105], The Doors, Julian Cope, Fish, The Grateful Dead[106] The Jefferson Airplane, Neil Young, The Velvet Underground, The Jesus & Mary Chain, The Allman Brothers Band, Igor Stravinsky[107], Franco Battiato, David Crosby, Maynard James Keenan (cantante nei Tool e nella formazione degli A Perfect Circle), Mötley Crüe, Rolling Stones (in particolare il chitarrista Brian Jones), Marianne Faithfull, The Glove, Lemmy Kilmister, Pink Floyd, Oasis.
- attori e comici: Cary Grant, Jack Nicholson[108], Elizabeth Taylor, Groucho Marx, Bill Hicks, George Carlin, Romina Power
- scienziati: Richard Feynman, Kary Mullis[109], Steve Jobs[110], Bill Gates[111], Francis Crick, John Lilly[112], Stanislav Grof[113], Rupert Sheldrake[114], Oliver Sacks[115][116], Carlo Rovelli[117]
- registi: Federico Fellini[118], Gillo Pontecorvo, Oliver Stone[119], Roger Corman, Gaspar Noé[120], David Cronenberg[121], Michelangelo Antonioni,[122] Věra Chytilová, Jan Švankmajer[123]
- filosofi: Alan Watts, Michael Hollingshead, Michel Foucault,[124][125], Jean Paul Sartre[126], Giorgio Agamben[127], Georges Lapassade[128], Carla Lonzi[129].
- artisti: Andy Warhol, Roy Lichtenstein, Jean-Michel Basquiat, Robert Mapplethorpe, Kenneth Anger[130], Keith Haring[131], Mario Schifano[132][133]

Gli effetti dell'LSD sono in effetti visibili in molte opere di questi personaggi. Nei film di Federico Fellini, ci sono scene che ricordano molto da vicino le visioni indotte dall'uso di questa sostanza, mentre alcuni ritengono che Stanley Kubrick effettuò anche sessioni specifiche di studio sotto LSD (fatto smentito dal regista e, dopo la sua morte, dalla vedova) allo scopo di concepire il finale di 2001: Odissea nello spazio; nel libro Infinite Jest di David Foster Wallace ci sono molteplici riferimenti all'LSD e al suo creatore Albert Hofmann, mentre nel fumetto V for Vendetta di Alan Moore uno dei protagonisti assume LSD in un lager per provare su di sé le emozioni e il vissuto delle vittime. Moltissimi i riferimenti più o meno espliciti nel mondo della musica, il più noto dei quali è quello della canzone dei Beatles Lucy in the Sky with Diamonds che per il testo, che descrive un mondo visionario, e per le iniziali del titolo venne accusata di trasmettere un messaggio di incitamento all'uso dell'LSD. I Beatles, pur avendo sempre ammesso il loro uso di LSD e l'influenza che esso ha avuto nel loro percorso artistico, hanno sempre smentito che Lucy in the Sky with Diamonds fosse stata pensata come un riferimento diretto.
Nella serie TV Fringe in numerose puntate in cui i protagonisti cercano di entrare in stati di trance per condividere le coscienze o entrare nei sogni altrui viene utilizzato l'LSD come catalizzatore, di cui Walter Bishop, lo scienziato, fa uso quando può.
Il film di Roger Corman The trip, tradotto in italiano con Il serpente di fuoco, è completamente incentrato sulle esperienze allucinatorie di un regista pubblicitario (Peter Fonda) dopo aver assunto la sua prima dose di LSD. Ambientato in una delle colorate case dei sogni della California degli anni '60 questo visionario film di Corman, ricco di effetti speciali luminosi e caleidoscopici, testimonia la grande popolarità che aveva l'LSD nelle comunità hippie di quegli anni.
Anche nel più famoso Easy rider del 1969, quindi due anni dopo e con gli stessi attori (Dennis Hopper, Peter Fonda, Jack Nicholson), si riporta l’esperienza negativa con l'acido assunto nel cimitero.
Anche nel film Paura e delirio a Las Vegas di Terry Gilliam i protagonisti Johnny Depp e Benicio Del Toro sperimentano direttamente gli effetti di tale sostanza.
L'album Voyage 34 della band Progressive/Psychedelic rock Porcupine Tree è ispirato totalmente a tutte le tappe di un'esperienza completa con l'LSD. Le sonorità e la ripetitività del motivo contenuto nelle tracce è stato pensato appositamente per "accompagnare" la persona che ha intrapreso un "trip" con l'LSD.
Il regista svizzero Martin Witz ha realizzato nel 2011 il documentario "The Substance - Albert Hofmann's LSD" presentato al Festival del film di Locarno.